# 하피과일박쥐
하피과일박쥐(Harpyionycteris whiteheadi)는 큰박쥐과에 속하는 박쥐의 일종이다. 필리핀의 토착종이다.현재 필리핀의 빌리반, 카미구인, 레이테, 남부 루손, 마리피피, 민다나오, 민도로, 네그로스, 인도네시아 술라웨시 섬에서 개체군이 발견되고 있다.